# Vanhakotajärvi
Vanhakotajärvi eller Ahvenjärvi är en sjö i Finland. Den ligger i kommunen Enare i landskapet Lappland, i den norra delen av landet, 1 000 km norr om huvudstaden Helsingfors. Ahvenjärvi ligger 178,2 meter över havet. Arean är 36,1 hektar och strandlinjen är 4,62 kilometer lång. Sjön  ingår i Pasvik älvs huvudavrinningsområde. 